# Меньшиков, Фёдор Иванович
Фёдор Иванович Меньшиков (27 февраля 1902, Ватаманово,  Новгородская губерния,   Российская империя — 3 июля 1978, Москва,  СССР) — советский военачальник, генерал-майор авиации (13.03.1944).

## Биография
Родился в деревне Ватаманово, ныне в Белозерском районе Вологодской области России. Русский.
До призыва в армию помогал семье по хозяйству, ходил на сплав леса, бурлачил на Мариинской водной системе,  в то же время окончил Антушевскую сельскую школу.

## Военная служба
1 сентября 1924 года был призван в РККА  и направлен краснофлотцем во 2-й разведывательный морской гидроотряд ВВС Балтийского моря, с сентября 1926 года служил там же старшим шофером.
В декабре 1926 года командирован на учебу в Ленинградскую военно-техническую школу ВВС РККА. По ее окончании в августе 1928 года направлен во 2-ю военную школу летчиков им. Осоавиахима СССР, где служил младшим авиатехником и техником звена. С января по июнь 1932 года был курсантом этой школы, затем назначен инструктором-летчиком в Школу техников спецслужб в Москве. Член ВКП(б) с 1932 года. В 1934 году там же назначен командиром звена и отряда.
В мае 1938 года капитан Меньшиков назначен помощником командира эскадрильи 53-го авиаполка ВВС МВО, с июля 1939 года там же командовал 4-й эскадрильей 21-го дальнебомбардировочного авиаполка. Принимал участие в Советско-финляндской войне. Летчики эскадрильи вылетали на бомбежку объектов в районе Вааза, а также ж.-д. узла Виипури. За личное мужество и героизм, успешное выполнение заданий командования майор Меньшиков  Указом ПВС СССР от 7 апреля 1940 года награжден орденом Ленина. По окончании боевых действий продолжал командовать этой же эскадрильей в составе 22-й авиадивизии 4-го дальнебомбардировочного авиакорпуса в городе Запорожье. 19 июня 1941 года назначается командиром этого полка.

### Великая Отечественная война
С началом  войны майор  Меньшиков командиром полка воевал на Южном фронте. С 18 августа 1941 года полк вошел в состав 50-й авиадивизии ДД. До конца ноября он дислоцировался на аэродроме Саки (Крым) и работал по заданиям ВВС 51-й армии. Его летчики наносили бомбовые удары по промышленным и военным объектам в Румынии. С декабря 1941 года 21-й авиаполк ДД вел боевую работу на ростовском направлении.
В мае 1942 года подполковник  Меньшиков назначен заместителем командира, в 3 июне 1943 года — командиром 50-й авиадивизии ДД. В 1943 года части дивизии в составе 6-го авиакорпуса ДД участвовали в Донбасской наступательной операции, в освобождении городов Енакиево, Мариуполь, Барвенково, Волноваха и Чаплино. За образцовое выполнение заданий командования один ее полк 18 сентября 1943 года был преобразован в гвардейский. Всего до конца года дивизией было совершено 2943 боевых самолето-вылета, в результате боевой работы было уничтожено 15 самолетов противника на аэродромах, взорвано 33 ж.-д. эшелона и 21 склад с горючим и боеприпасами. Особенно был успешным вылет с 7 на 8 сентября 1943 г. на ж.-д. узел Пологи, где было уничтожено 18 эшелонов с техникой и боеприпасами, сам ж.-д. узел был полностью разрушен. В 1944 года части 50-й авиадивизии ДД успешно действовали в Ленинградско-Новгородской, Крымской, Белорусской, Бобруйской, Белостокской, Люблин-Брестской и Ясско-Кишинёвской наступательных операциях, в освобождении Украины, Белоруссии, Литвы, Латвии и Эстонии, городов Севастополь, Осиповичи, Белосток, Бобруйск, Седлец, Галац. За успешные боевые действия в Крымской наступательной операции два ее полка получили наименование «Севастопольских», а самой дивизии присвоено наименование «Крымская». На заключительном этапе войны дивизия в составе 18-й воздушной армии двумя полками вела боевую работу по объектам в Германии — Берлину и Кенигсбергу. За успешное выполнение боевых заданий командования она была награждена орденом Красного Знамени.
В период с июля 1941 года по май 1945 года Меньшиков лично совершил 10 боевых  вылетов на бомбардировку войск и объектов противника.
За время войны комдив Меньшиков был три раза персонально упомянут в благодарственных в приказах Верховного Главнокомандующего.

### Послевоенное время
После войны генерал-майор авиации Меньшиков продолжал командовать этой же дивизией. В июне 1946 года она вошла в состав 4-го гвардейского авиакорпуса ДА и была расформирована, а  Меньшиков в сентябре назначен заместителем командира 2-й авиадивизии особого назначения МВО.
С ноября 1949 года вступил в командование 4-й транспортной авиадивизией особого назначения в городе Люберцы.
С февраля 1952 года назначен  начальником отдела перелетов Главного штаба ВВС.
8 февраля 1955 года генерал-майор авиации Меньшиков уволен в запас.

## Награды
- два ордена Ленина (07.04.1940[5], 15.11.1950[6])
- три ордена Красного Знамени (31.12.1942[7], 03.11.1944[6], 05.11.1954[6])
- орден Кутузова II степени (29.05.1945)[8]
- орден Александра Невского (24.10.1943)[5]

медали в том числе:
- - «За оборону Ленинграда»
  - «За оборону Севастополя»
  - «За победу над Германией в Великой Отечественной войне 1941—1945 гг.» (20.11.1945)
  - «За взятие Кёнигсберга»
  - «За взятие Берлина»
  - «Ветеран Вооружённых Сил СССР»

Приказы (благодарности) Верховного Главнокомандующего в которых отмечен Ф. И. Меньшиков.
- За форсирование реки Друть и прорыв сильной, глубоко эшелонированной обороны противника на фронте протяжением 30 километров и продвижение в глубину до 12 километров, а также захват более 100 населенных пунктов, среди которых Ректа, Озеране, Веричев, Заполье, Заболотье, Кнышевичи, Моисеевка, Мушичи, и блокирование железной дороги Бобруйск — Лунинец в районе ст. Мошна, Черные Броды. 25 июня 1944 года № 118.
- За овладение городом и крепостью Гданьск (Данциг) — важнейшим портом и первоклассной военно-морской базой немцев на Балтийском море. 30 марта 1945 года. № 319.
- За овладение городами Франкфурт-на-Одере, Вандлитц, Ораниенбург, Биркенвердер, Геннигсдорф, Панков, Фридрихсфелъде, Карлсхорст, Кепеник и прорыв в столицу Германии Берлин. 23 апреля 1945 года. № 339